# وکیل بابو
وکیل بابو (به هندی: Vakil Babu) فیلمی هندی محصول سال ۱۹۸۲ و به کارگردانی آسیت سن است. در این فیلم بازیگرانی همچون راج کاپور، شاشی کاپور، زینت امان، راکیش روشن، رحمان، آقا، جلال آقا، آنجو ماهندرو، آریونا ایرانی و قادرخان ایفای نقش کرده‌اند.